# 中华人民共和国援建剧场列表
中华人民共和国向外国赠送剧院、歌剧院和其他文化设施的建设是中国对外援助计划的一部分。  在2009年中国发布的关于其在民用建筑领域的援助项目的白皮书中，文化设施的建设是其中2025个项目中确定的类型之一，这些项目是由中国赠款或向受援国提供无息贷款。  

斯里兰卡的Nelum Pokuna Mahinda Rajapaksa剧院

### 阿尔及利亚
位于阿尔及尔的一座国家歌剧院正在建设中，中国向阿尔及利亚提供4000万美元的援助，  2012年11月，这个拥有1400个座位的场地正式动工。 

### 喀麦隆
雅温得会议宫（Palais desCongrèsdeYaoundé）由中国建造，于1982年投入使用。 该场馆是一个可容纳1500个座位的多功能表演厅，拥有一个该国最好的声音和照明设备的超现代舞台。 

### 
由中国建造的位于阿克拉的国家剧院于1993年1月正式投入使用。  该剧院是一件礼物，因为来自中国的贷款将在2007年取消。 中国又拨款200万美元翻新剧院，以庆祝加纳的金禧庆典。 在该计划下，位于莱贡的加纳大学成立了戏剧工作室，在国家剧院创作原创作品。 

### 模里西斯
玫瑰山广场剧院于2008年进行了翻新，使用了中国以无息贷款的形式提供的资金。 

### 塞内加尔
达喀尔大剧院由中成股份于2008年至2011年援助建造。  这座六层楼，拥有1800个座位的剧院的建造成本为160亿非洲金融共同体法郎，其中中国支付了140亿非洲金融共同体法郎，其余的由塞内加尔出资。  达喀尔黑人文明博物馆的建设始于2011年，由中国提供3000万美元的资助。  该项目的承包商是上海建设集团 。

### 
索马里国家剧院是中国于1967年送给索马里的礼物。 

### 斯里蘭卡
蓮花池馬欣達·拉賈帕克薩劇院是位于科伦坡的剧院，由中国于2011年建成，旨在加强与斯里兰卡的联系。  该项目的承包商是燕建集团 。 

### 千里達及托巴哥
位于西班牙港国家表演艺术学院。